# 秦れい
秦 れい（はた れい、1984年6月12日 - ）は、日本のファッションモデルである。本名、相馬礼子（旧姓：秦）。

## 人物
- 趣味はフットサル、スポーツ観戦、スノーボード、ゴルフ。特技は日本舞踊、フラワーアレンジメント、スペイン語。またサッカー4級審判資格を所持している。
- 地元愛媛のサッカークラブ愛媛FCのサポーターで、クラブ関連のイベントにも出演している。
- かつてサンズエンタテインメントに所属していた。ピーチへの移籍に伴い、芸名を「秦 礼子」から「秦 れい」に改名。
- 芸能人女子フットサルチーム「carezza」の元メンバー。
- 2009年1月11日、プロサッカー選手の相馬崇人と結婚[1]。同年11月8日に第1子男児[2]、2012年6月14日に第2子女児を出産した[3]。

## 出演

### CM
- JT Roots イノセントブリュー(2008.5~11)
- JT Roots マジックウェーブ(2009.3~)

### 雑誌
- JJ（光文社、2004年）専属モデル
- CLASSY(光文社、2008年)モデル

### 舞台、ショー
- ミュージカル スター誕生（2004.3~4）
- 神戸コレクション（2008.3）
- ベストブライダルショー（2008.4~12）